# Inger Teien
Inger Teien, född den 3 april 1937 i Oslo, är en norsk sångare och skådespelare.
Teien debuterade 1954 på Nationaltheatret som Cupido i Orfeus i underjorden av Jacques Offenbach. Hon var anställd vid Den Nationale Scene 1954–1955, Det Nye Teater 1955–1959, Oslo Nye Teater 1959–1967, och var därefter frilans.
Teien är en allsidig konstnär med en repertoar som sträcker sig från musikteater via komedier till realistisk problemdramatik. Till hennes karaktärsroller hör Helene i Bjørnstjerne Bjørnsons Når den ny vin blomstrer, Gudrun i Helge Krogs bearbetning av Cora Sandels Kranes konditori, Caroline i François Mauriacs Landet utan väg och Constance i Georges Bernanos Syster Blanche. Hon har sjungit i operor, operetter och musikaler, och medverkat i en rad kabaretföreställningar. Hon har också arbetat en hel del med film, i TV och radio. Bland annat har hon medverkat i de norska filmerna om Olsenbanden och spelat Guri Høyer i långkörarsåpoperan Hotel Cæsar (2004–2005).

## Filmografi (urval)
- 1957 – Stevnemøte med glemte år
- 1981 – Olsenbanden gir seg aldri
- 1982 – Olsenbandens aller siste kupp
- 1984 – … men Olsenbanden var ikke død!
- 1999 – Olsenbandens siste stikk